# Frente Obrero de Cataluña
El Frente Obrero de Cataluña (FOC; en catalán, Front Obrer de Catalunya) fue un movimiento socialista que formaba parte de la resistencia a la dictadura de Franco. Fue fundado el 1961 como heredero de la Asociación Democrática Popular de Cataluña (ADPC). La organización aglutinó a socialistas, católicos progresistas y comunistas disidentes.
Sus referentes eran la revolución húngara de 1956, la revolución cubana de 1959, la resistencia argelina de Ahmed Ben Bella y el ejemplo de la autogestión yugoslava.

## Objetivos
Diferenciada del partido comunista, el PSUC, y de la organización que representaba en aquel momento el socialismo democrático, el Movimiento Socialista de Cataluña tuvo como objetivo ser "la tercera fuerza" que respondiera a las nuevas propuestas que agitaban a la izquierda europea surgidas tanto de procesos internos de reflexión en el socialismo (representadas por ejemplo por André Gorz o Lelio Basso) como del impacto de las revoluciones de la década: la cubana y la argelina.

## Miembros
A pesar de que sus integrantes eran de procedencias diversas, adoptó un socialismo de izquierdas antiimperialista y disidente de la línea comunista oficial. Se definían como socialistas, populistas y federalistas. La militancia era muy joven y con tendencia a romper los esquemas existentes. No tenían estatutos formales y por eso nunca se constituyeron como partido.
Entre sus dirigentes destacaron Isidre Molas, José Ignacio Urenda, Pasqual Maragall, Alfons Comín, Daniel Cando, Josep Antoni González y Casanova, Josep Maria Vegara, Jaume Roures y Miquel Roca Junyent, entre otros,así como Manuel Castells.

## Órganos de difusión
Sus órganos de expresión reflejaron sus posiciones socialistas de izquierdas y tercermundistas:  Revolución (1961-62), Presencia Obrera (1964-65) y Poder Obrero (1969).

## Relaciones con partidos y movimientos
Mantuvo vínculos federales con el Frente de Liberación Popular (FLP) y el Euskadiko Sozialisten Batasuna (ESB). Compitió con el PSUC por el control del naciente movimiento de las Comisiones Obreras, y consiguió dominar la coordinación local hasta el 1968 (comités de empresa de La Maquinista Terrestre y Marítima, AEG, Harry Walker y otras). El 1970 se disolvió y sus militantes se esparcieron por las diferentes organizaciones de izquierdas de la clandestinidad antifranquista (PSUC, COC, MCC y LCR ), a pesar de que muchos confluyeron finalmente con la fundación de Convergència Socialista de Cataluña y, después, del PSC.